# Нільтава гіацинтова
Нільтава гіацинтова (Cyornis hyacinthinus) — вид горобцеподібних птахів родини мухоловкових (Muscicapidae). Мешкає на Тиморі і на сусідніх островах.

## Підвиди
Виділяють два підвиди:
- C. h. hyacinthinus (Temminck, 1820) — острови Тимор, Роте[en] і Семау[en];
- C. h. kuehni Hartert, E, 1904 — острів Ветар.

## Поширення і екологія
Гіацинтові нільтави живуть в тропічних лісах і чагарникових заростях.